# トウカイテイオー
トウカイテイオー（欧字名：Tokai Teio、1988年4月20日 - 2013年8月30日）は、日本の競走馬、種牡馬。
七冠馬シンボリルドルフの初年度産駒の一頭であり、日本調教馬として最初の国際G1競走優勝馬である。1991年度JRA賞、最優秀4歳牡馬および最優秀父内国産馬、1993年度JRA賞特別賞受賞。 1995年、顕彰馬に選出。
主な勝ち鞍は1991年皐月賞、東京優駿（日本ダービー）、1992年ジャパンカップ、1993年有馬記念など。
「皇帝」と称された父から連想して付けられた馬名より「帝王」、幾度もの骨折から復活の勝利を挙げた競走生活から「奇跡の名馬」とも呼ばれる。

## デビューまで

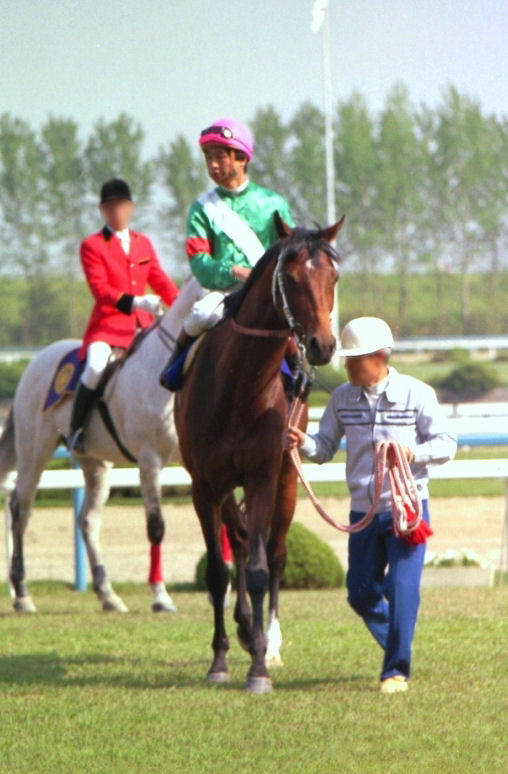
父:シンボリルドルフ

父は競走馬時代に無敗で制したクラシック三冠を含むGI競走7勝を挙げ、「皇帝」と称されたシンボリルドルフ。母トウカイナチュラルは、優駿牝馬（オークス）優勝馬トウカイローマンの半妹であったが、脚元に難があったため競走馬としてデビューできずに繁殖入りしていた。ナチュラルとローマンの馬主・内村正則は、ルドルフの種付け株を手に入れた当初はローマンをその交配相手に考えていた。しかし、当初5月の新潟大賞典で引退予定だったローマンは同レースで2着に入ったことで1年の現役続行が決まったため、代役の形でナチュラルとの交配が行われた。
1988年4月20日、北海道新冠町の長浜牧場で、トウカイナチュラルは牡駒を出産した。父の異名「皇帝」からの連想で、牡駒は出生直後より「テイオー（帝王）」と呼ばれ、幼名は「ハマノテイオー」とされた。幼駒の頃のテイオーは脚が長く華奢な身体付きで、一見して見栄えは良くなく、それほど高い評価は受けていなかった。しかし運動を始めると非常に柔軟性のある動きを見せ、関係者の期待を集めた。翌1989年10月、育成調教のため平取町の二風谷軽種馬育成センターに移動。ここでも馬体の柔軟性、そして他馬の前に出ようとする勝負根性が高く評価された。松元によると、誕生時には貧弱に見えていた馬体がこの頃には「びっくりするほど良くなっていた」という。その後約1年間を二風谷で過ごし、競走年齢の3歳となった1990年10月、滋賀県栗東トレーニングセンターの松元省一厩舎に入る。競走名は幼名から冠名を替えたのみの「トウカイテイオー」で登録された。
トレーニングセンターの調教では、ストライドの大きい馬は好タイムが出ないとされる坂路コースで際立った動きを見せ、松元に大きな期待を抱かせた。松元はクラシックを狙える馬であると感じ、皐月賞、東京優駿から逆算しての、余裕を持ったローテーションを企画した。調教助手を担当することになった北口浩幸はその乗り味に驚き、自厩のスタッフをつかまえては「とにかく乗ってみてよ。こんな柔らかい馬はちょっといないよ」と絶賛し、実際に跨った者からは賞賛する言葉が相次いだという。装蹄師の柿元純司はテイオーの柔らかい繋に驚き、馬を曳く厩務員の東郁夫に「ダービー馬が来たな」と口にした。

## 競走馬時代

### 3-4歳（1990年-1991年）
12月1日、中京競馬場の新馬戦でデビュー。松元がダービーを見据えて東京競馬場と同じ左回りを経験させようと中京コースが選ばれ、騎手は松元厩舎の馬に多く騎乗し、デビュー前の調教にも本馬に乗って自ら騎乗を志願した安田隆行が務めた。当日は調教での動きの良さが評価されて単勝1番人気に支持されると、不良馬場、また先行した馬が有利とされている小回りのコースでありながら後方でレースを進め、徐々に前方へ進出して最後の直線で内から鋭く抜け出し、安田が手綱を抑える余裕を見せて4馬身差をつけて勝利した。安田はレース後に興奮気味に「手ごたえに余裕があり、楽勝でした」とコメントした。次走のシクラメンステークスは3番人気となったものの、後方追走から残り800mの標識付近で前走同様前方へ進出、4コーナーで逃げた1番人気のイイデサターンをかわして先頭に立つと、後続に2馬身の差をつけてそのまま押し切り、デビュー2連勝を記録した。
シクラメンステークス後、松元は東京優駿までのローテーションについて、無理に強敵を相手にして消耗するトライアル競走には出走させず、芝2000mのレースにトウカイテイオーを出走させることを決定した。1991年1月の若駒ステークスでは単勝オッズ1.3倍と圧倒的な1番人気に支持され、中団追走から向こう正面で一気に前方との差を詰めて3コーナーで先頭に並びかけると、後を追ってきたナイスネイチャ、イイデサターンを突き放し、タイムを同距離の前走から2秒4縮めて3連勝を果たした。安田は若駒ステークスについて、「東に行っても間違いなく通用する。大きいところに出ても勝負できると、はっきり自信がつきました」と振り返っている。これでテイオーはクラシックへの有力候補として、またシンボリルドルフ初年度産駒の逸材として注目を集めるようになった。
若駒ステークス後、松元の「厳寒期に無理をさせたくない」という意向から2か月の間隔が置かれ、3月の東上緒戦・若葉ステークスに出走した。2週前の弥生賞のレース後に勝利したイブキマイカグラ鞍上の南井克巳が「関西にはもう一頭強い馬がいる」とトウカイテイオーを評したコメントが関東のファンにも知られていたことで、当日は生涯最高となる66.28パーセントの単勝支持を受け、単勝オッズは1.2倍を記録した。スタート直後はスローな流れに引っ掛かってしまい安田の手を焼かせたものの、4コーナー手前で先頭をうかがって直線に入ると抜け出し、2着のアサキチに2馬身差で勝利を収めた。デビューから4連勝、全戦で一度も鞭を使われない完勝という内容で、クラシック初戦の皐月賞を迎えることとなった。
皐月賞当日の4月14日は、重賞未勝利馬ながら前年の2歳GI・阪神3歳ステークス優勝馬のイブキマイカグラとともに単枠指定を受ける。単勝オッズは前哨戦の弥生賞を制していた同馬を抑え、2.1倍で1番人気に支持された。イブキマイカグラが5枠11番に入ったことに対し、トウカイテイオーは大外の18番枠に入ったため戦前は不利という見方をされたが、雨の影響で荒れていた内馬場を通らずに済むのでかえって有利ではないかという見方もあり、陣営は「押し込められる危険のある1番枠よりはましだ」と考え、安田も「揉まれない枠だからかえっていいんじゃないだろうか」と考えていた。スタートが切られるとトウカイテイオーは先行策をとり、馬場の外目を通って前半の道中は7・8番手につけ、第3コーナーで大外を回って前方へ進出し、最後の直線で早め先頭に立つと2着のシャコーグレイド（16番人気）に1馬身差をつけて優勝。ゴールでは鞍上の安田が手綱を抑える余裕を見せてクラシック初戦を制した。
競走後の記念撮影において、安田はシンボリルドルフ主戦騎手の岡部幸雄に倣い、馬上で「まず一冠獲得」を意味する人差し指を掲げ、「三冠獲り」を宣言した。
クラシック第2戦となる東京優駿の1週間前になると、スポーツ新聞の競馬欄はトウカイテイオーが東京優駿を勝つことが既成事実のように報じ、前日の土曜日に馬券の前売りが始まると、単勝・複勝共にトウカイテイオーが入った8枠（20番）絡みの連勝馬券が飛ぶように売れ、単勝は2倍を切った。迎えた東京優駿当日の5月26日、最終的な単勝オッズは皐月賞を上回る1.6倍と圧倒的な支持を集めた。レースはスタート直後にスムーズに6番手につけ、直線で大外から抜け出す。最後は後続を突き放し、2着レオダーバンに3馬身差の快勝。史上15頭目となる二冠馬となり、父シンボリルドルフと同様、無敗のまま二冠を達成した。
競走後には祝福の「ヤスダコール」が起こり、安田は記念撮影で皐月賞に続いて馬上で二本指を掲げた。安田は「ダービーに関しては（シンボリルドルフより）テイオーの方が強い勝ち方だったのでは」と語り、自身の騎乗についても「自分でも満点の騎乗だったと思います」と回想している。レオダーバンに騎乗した岡部幸雄は「（安田が）3、4回ミスしてくれても敵わなかった」と述べた。シンボリルドルフの調教師・野平祐二は、「レースぶりはルドルフより余裕があった」と称えた。また東京優駿で8枠の馬が1着となった史上初の事例となった。
競走後には親子二代の無敗のクラシック三冠達成への期待が大きく高まった。しかしテイオーは、表彰式を終えて競馬場内の出張馬房に戻る時点で歩様に異常を来しており、診療所でレントゲン撮影が行われた。レントゲンの結果、左後脚の骨折が判明。3日後には公式に「左第3足根骨骨折・全治6か月」と発表され、年内の休養と最後の一冠・菊花賞の断念を余儀なくされた。トウカイテイオー骨折のニュースはNHKが一般のニュースと同じ扱いで大きく伝えた。安田は「天国から地獄に突き落とされた気分でした」と振り返ったが、松元は「ダービーの前でなくてよかった、そう前向きに考えるようにしました」と振り返っている。
翌年1月に発表されたJRA賞では、無敗の二冠が高く評価され、176名の記者投票のうち134票を獲得して年度代表馬に選出され、さらに最優秀4歳牡馬、5頭のGI優勝馬を抑えて最優秀父内国産馬にも選出された。また中央競馬フリーハンデでは、古馬のメジロマックイーンを上回る65キログラム (143 lb)を与えられ、当年の最高評価となった。

### 5歳（1992年）
翌1992年4月5日、前年の東京優駿から315日ぶりの実戦となる産経大阪杯から復帰する。当時調教師試験に注力していた安田の事情、また将来の海外（日本国外）遠征の予定を踏まえ、本競走より騎手は国際経験が豊富で、父シンボリルドルフの主戦騎手・岡部幸雄に替わった。当日は東京優駿から20キログラム増の480キログラムで出走、レースではイブキマイカグラや前年の有馬記念優勝馬ダイユウサクなどの強豪も出走したが、これらの凡走を尻目に、テイオーは岡部が鞭を抜かないどころか殆ど追う事も無く圧勝した。
無敗のまま迎えた天皇賞（春）は、本競走の前年度優勝馬メジロマックイーンとの「世紀の対決」が注目を集めた。3200メートルで行われる同競走に対し、トウカイテイオーは2400メートル超のレースを未経験であったため、松元は「テイオーは本質的に中距離タイプであるのに対し、マックイーンは最強のステイヤー。天皇賞という舞台に関していうなら、我々はあくまでもチャレンジャーですよ」と語っていたが、大阪杯の競走前に普段は大げさな表現を嫌う岡部が発した、「一杯になるという感じがなく、地の果てまでも走れそう」というコメントなどから問題はないと見られた。一方、相手のメジロマックイーンは4歳時（1990年）の3000メートルで行われる菊花賞、本競走の前哨戦阪神大賞典も連覇するなど、充分な長距離実績を持っていた。また、鞍上の武豊が岡部の「地の果てまでも走れそう」というコメントに対して「あっちが地の果てなら、こっちは天まで昇りますよ」と応酬し、対決ムードを盛り上げた。
当日の単勝オッズはトウカイテイオーが1.5倍の1番人気、メジロマックイーンが2.2倍の2番人気となり、3番人気イブキマイカグラが18.2倍と2頭から大きく離れ、両馬の馬連オッズも1.5倍と非常に低くなった。スタートが切られると、トウカイテイオーは前方4・5番手につけたメジロマックイーンの右後ろを追走。第3コーナーに入ってメジロマックイーンがスパートをかけるとトウカイテイオーはこれに反応して前方へ進出し、メジロマックイーンとの差を詰めにかかった。しかし最後の直線で失速、後ろから来たカミノクレッセ、イブキマイカグラ、ホワイトアローにかわされ、そのまま独走態勢に入って逃げ切り勝ちを収めたメジロマックイーンから10馬身近く遅れた、1.7秒差の5着に敗れた。
デビュー以来初となる黒星を喫し、レース後に松元は敗因について「距離の壁としか言いようがない」とコメントし、岡部は「考えていた通りの競馬ができたけど、直線半ばで、もういっぱいになってしまった。今日のところは相手が強かった、ということでしょう」と述べた。調教助手の北口浩幸は、「テイオーは良馬場でこそ力を発揮できるタイプだけに、荒れた馬場が災いしたのかも」と振り返った。
競走10日後には右前脚の剥離骨折が判明し、以降春シーズンは休養となった。この時診断した獣医は、骨折は東京優駿時と同じくレース開始直後に発生していたものではないかとしている。一方で、この時の骨折についてシンボリルドルフの生産者・馬主の和田共弘は、「何日も分からなかったぐらいなのだから、たいした骨折じゃない」、安田隆行は骨折の影響について問われた際に「あれは勝敗とは関係ない」と述べ、いずれも競走能力に影響する程度ではなかったという見解を示している。
二風谷育成センターで療養したのち、9月に帰厩。本格的な調教を開始したが、半ば頃に38度を超す熱発に見舞われて3日間調教を休むといったアクシデントが起き、調整に狂いが生じた。復帰戦はぶっつけ本番で臨む天皇賞（秋）（11月1日）となったが、松元は「時間的にギリギリになってしまった。正直言って、背水の陣です」と不安を口にしていた。復帰初戦にもかかわらず当日は単勝オッズ2.4倍で1番人気に支持されたが、レースはメジロパーマーとダイタクヘリオスが競り合い、前半1000メートル通過が57秒5という「殺人的なハイペース」となり、岡部との折り合いが付かず3番手を進んだテイオーは最後の直線で失速。先行勢は総崩れの展開となり、後方から追い込んだレッツゴーターキンの7着に終わった。
初めて掲示板を外す結果となり、レース後に岡部は「休み明けの馬特有の精神面の不安定さがモロに出た」、「2度も骨折したから、4歳時の脚を臨むのは酷かもしれない」とコメントしたが、レース後に談話を取りに来ていたアナウンサーに対し、「荒れ果てた顔つき」で「負けは負けだよ!」と叫んだ。松元は「次のジャパンカップがピーク、というつもりでやってきたが、この負け方ではそんなことも言えない」とコメントした。この敗戦を受けて、トウカイテイオーは「もう終わった」「二冠は相手が弱かったから」と言われるようにもなっていた。
続くジャパンカップ（11月29日）は、当年から国際GI競走として認定され、イギリス二冠牝馬のユーザーフレンドリー（GI競走4勝、当年の全欧年度代表馬）を筆頭に、史上初めて現役のイギリスダービー馬が一挙に2頭来日、オーストラリアから全豪年度代表馬のレッツイロープ、フランスからはアーリントンミリオンの優勝馬ディアドクターなど世界中の強豪馬が集まり、そのメンバー構成は「レース史上最強」とも評される日本競馬史上初のGI競走として開催された。この中でテイオーは、日本馬では最上位ながら生涯最低となるオッズ10.0倍の5番人気にとどまった。しかし、レースでは道中4・5番手を追走すると、残り200メートル地点で外から抜け出し、残り150m地点からナチュラリズムとの激しい叩き合いとなると、残り50m地点でクビ差抜け出して優勝。ゴール後、普段は冷静な岡部が珍しく右手でガッツポーズを上げた。日本馬の勝利は1984年のカツラギエース、1985年の父シンボリルドルフ以来7年ぶり3頭目であり、同時にトウカイテイオーは日本競馬史上最初の（国際）GI優勝馬となった。岡部にとってもルドルフ以来の優勝であり、ジャパンカップ史上初の2勝騎手となった。
年末のグランプリ・有馬記念では、出走馬選定のファン投票で17万票以上を集め、第1位で選出。しかし、12月19日の開催で岡部が騎乗停止処分を受けた。陣営はJRAから同日19時までに有馬記念でのテイオーの鞍上を発表するように要請され、松元がこの日阪神競馬場にいた田原成貴に電話で当日の騎乗を依頼し、田原もこれを了承した。ジャパンカップとは一転して「絶好調」と報じられ、当日も単勝オッズ2.4倍の1番人気に支持される。しかしレースでは終始後方のまま、生涯最低の11着に終わった。松元は敗因にゲートでトモを滑らせて腰の筋肉を痛めたことを挙げた。田原は腰の筋肉を傷めたことについてスタート直後にレガシーワールドと接触して腰を捻ったと述べ、加えて「追い切り（最終調教）の感触は悪くなかったが、追い切った後の2、3日で変わってしまった」、「返し馬に出たテイオーは、空気が抜けた風船のような状態になっていた」と回顧している。後にレース直前、寄生虫駆除のために下剤を服用していたことが分かった。

### 6-7歳（1993年-1994年）
翌1993年1月3日、左中臀筋を痛めていたことが判明し、鹿児島県の山下牧場で休養に入る。この時水面下では種牡馬となることも模索されていたが、結果的に価格が折り合わなかったため現役続行が決まった。休養開始当初は体調を立て直す意味もあり、海岸での調教が積まれた。3月に帰厩、宝塚記念での復帰を目標に調整されていたが、競走10日前に左前トウ骨の剥離骨折が判明し、再び休養に入った。10月に栗東に帰厩し、この結果、復帰戦は1年（364日）ぶりのレースとなる有馬記念（12月26日）に決まった。しかし、主戦騎手だった岡部はすでに当年の菊花賞優勝馬ビワハヤヒデへの騎乗が決定していた。そこで馬主の内村正則の意向によって武豊への騎乗も打診され、武は「自分のお手馬が出走しなければ乗ってもいい」と返答したが、主戦騎手を務める二冠牝馬ベガの出走が決まり断念、最終的に前年も騎乗した田原成貴で臨むこととなった。
競走前、松元は「力を出せる状態にはある」と発言したものの、田原は「順調に来ている馬相手では苦しいかも知れない」と不安を口にしていた。しかし、田原は当日のパドックで落ち着きを感じたため力を出し切れると感じ、フジテレビ解説の席にいた大川慶次郎は「今日のトウカイテイオーは違いますね。『ああやっと芝の上を走れる』という感じがします。喜びに満ちたいい返し馬をしていますよ」と発言した。大川は後に「この時に受けた感覚は、メジロマックイーンにも、トウショウボーイにも、テンポイントにも、シンボリルドルフにもない、それくらい、本当に素晴らしいできだったなと感じました」、「あの返し馬は、本当に素晴らしかった。トウカイテイオーがサラブレッドとしてレースに走れることの無上の喜びに浸っているようで、実に印象的でした」と振り返っている。
当年は出走14頭のうちトウカイテイオーを含む8頭がGI優勝馬という顔触れであった。テイオーは前年の有馬記念から14kg増という馬体で出走し、単勝式ではビワハヤヒデ（岡部幸雄）、レガシーワールド（河内洋）、ウイニングチケット（柴田政人）に続く4番人気で出走した。レースが始まると、中盤まで後方待機策をとったトウカイテイオーは、2周目第3コーナーから徐々に進出。最後の直線に入ると先に抜け出したビワハヤヒデを追走し、ゴール前の競り合いを制して半馬身差で優勝した。ゴールの瞬間、NHK競馬中継で実況を務めた藤井康生は「トウカイテイオー蘇りました!」、フジテレビで実況中継を務めた堺正幸及び関東独立U局で実況していた長岡一也は「トウカイテイオー、奇跡の復活!」と実況、田原は優勝騎手インタビューにおいて、「この勝利は、日本競馬の常識を覆したトウカイテイオー、彼自身の勝利です。彼を褒めてやって下さい」と涙を流しながら語った。馬主の内村正則は後に「本当に田原君に乗ってもらってよかった」と振り返っている。前回の出走から中363日でのGI勝利は長期休養明けGI勝利の最長記録となり、現在まで破られていない（競走詳細については 第38回有馬記念も参照のこと）。この勝利が評価され、翌1月にはJRA賞特別賞を受賞した。
翌1994年も現役を続行、天皇賞（春）を目標に調教が進められていたが、復帰予定の大阪杯を右トモの筋肉痛により回避。これを受け宝塚記念を目標に定めたが、4月14日に前回故障の患部である左前トウ骨をふたたび骨折し、4度目の休養に入った。18日に内村がこの年の天皇賞（秋）を最後に引退し、翌年春から種牡馬入りすることを発表。以後は引退レースとなる秋の天皇賞に目標が切り替えられたが、状態の回復が思わしくなく、天皇賞に間に合わないとの判断から8月27日に松元から引退が正式に発表された。
10月23日（日曜日）には東京競馬場で引退式が挙行された。当日のメイン競走はオープン特別競走であったにもかかわらず、重賞が行われた前週を1万人超上回る、10万6179人のファンが訪れた。馬場では田原が騎乗、ダービー優勝時のゼッケン「20」を着けた姿がファンに披露され、安田隆行（当時調教師に転身）、岡部幸雄も出席した。当日のメイン競走・東京スポーツ杯では皐月賞で2着に退けたシャコーグレイドが3年10か月ぶりの勝利を挙げ、「トウカイテイオーへのはなむけでは」と話題となった。

## 競走成績
以下の内容は、netkeiba.comの情報に基づく。
| 競走日 | 競走日 | 競馬場 | 競走名       | 格  | 頭 数 | 枠 番 | 馬 番 | オッズ （人気） | 着順 | 騎手      | 斤量 [kg] | 距離（馬場）  | タイム （上り3F） | タイム 差 | 1着馬（2着馬）       |
| ------ | ------ | ------ | ------------ | --- | ----- | ----- | ----- | --------------- | ---- | --------- | --------- | ------------- | ----------------- | --------- | -------------------- |
| 1990.  | 12.01  | 中京   | 3歳新馬      |     | 13    | 2     | 2     | 002.6（1人）    | 01着 | 0安田隆行 | 54        | 芝1800m（不） | 1:52.9 (37.9)     | -0.7      | （カラーガード）     |
|        | 12.23  | 京都   | シクラメンS  | OP  | 9     | 6     | 6     | 005.4（3人）    | 01着 | 0安田隆行 | 54        | 芝2000m（良） | 2:03.8 (35.4)     | -0.3      | （イイデサターン）   |
| 1991.  | 01.19  | 京都   | 若駒S        | OP  | 9     | 8     | 8     | 001.3（1人）    | 01着 | 0安田隆行 | 55        | 芝2000m（良） | 2:01.4 (36.8)     | -0.4      | （イイデサターン）   |
|        | 03.17  | 中山   | 若葉S        | OP  | 10    | 4     | 4     | 001.2（1人）    | 01着 | 0安田隆行 | 56        | 芝2000m（稍） | 2:03.6 (35.4)     | -0.3      | （アサキチ）         |
|        | 04.14  | 中山   | 皐月賞       | GI  | 18    | 8     | 18    | 002.1（1人）    | 01着 | 0安田隆行 | 57        | 芝2000m（稍） | 2:01.8 (36.7)     | -0.2      | （シャコーグレイド） |
|        | 05.26  | 東京   | 東京優駿     | GI  | 20    | 8     | 20    | 001.6（1人）    | 01着 | 0安田隆行 | 57        | 芝2400m（良） | 2:25.9 (36.0)     | -0.5      | （レオダーバン）     |
| 1992.  | 04.05  | 阪神   | 産経大阪杯   | GII | 8     | 2     | 2     | 001.3（1人）    | 01着 | 0岡部幸雄 | 58        | 芝2000m（良） | 2:06.3 (35.2)     | -0.3      | （ゴールデンアワー） |
|        | 04.26  | 京都   | 天皇賞（春） | GI  | 14    | 8     | 14    | 001.5（1人）    | 05着 | 0岡部幸雄 | 58        | 芝3200m（良） | 3:21.7 (37.8)     | -1.7      | メジロマックイーン   |
|        | 11.01  | 東京   | 天皇賞（秋） | GI  | 18    | 7     | 15    | 002.4（1人）    | 07着 | 0岡部幸雄 | 58        | 芝2000m（良） | 1:59.1 (38.0)     | -0.5      | レッツゴーターキン   |
|        | 11.29  | 東京   | ジャパンC    | GI  | 14    | 8     | 14    | 010.0（5人）    | 01着 | 0岡部幸雄 | 57        | 芝2400m（重） | 2:24.6 (36.3)     | -0.1      | （ナチュラリズム）   |
|        | 12.27  | 中山   | 有馬記念     | GI  | 16    | 3     | 5     | 002.4（1人）    | 11着 | 0田原成貴 | 57        | 芝2500m（良） | 2:34.8 (35.5)     | -1.3      | メジロパーマー       |
| 1993.  | 12.26  | 中山   | 有馬記念     | GI  | 14    | 3     | 4     | 009.4（4人）    | 01着 | 0田原成貴 | 56        | 芝2500m（良） | 2:30.9 (35.0)     | -0.1      | （ビワハヤヒデ）     |

## 種牡馬時代

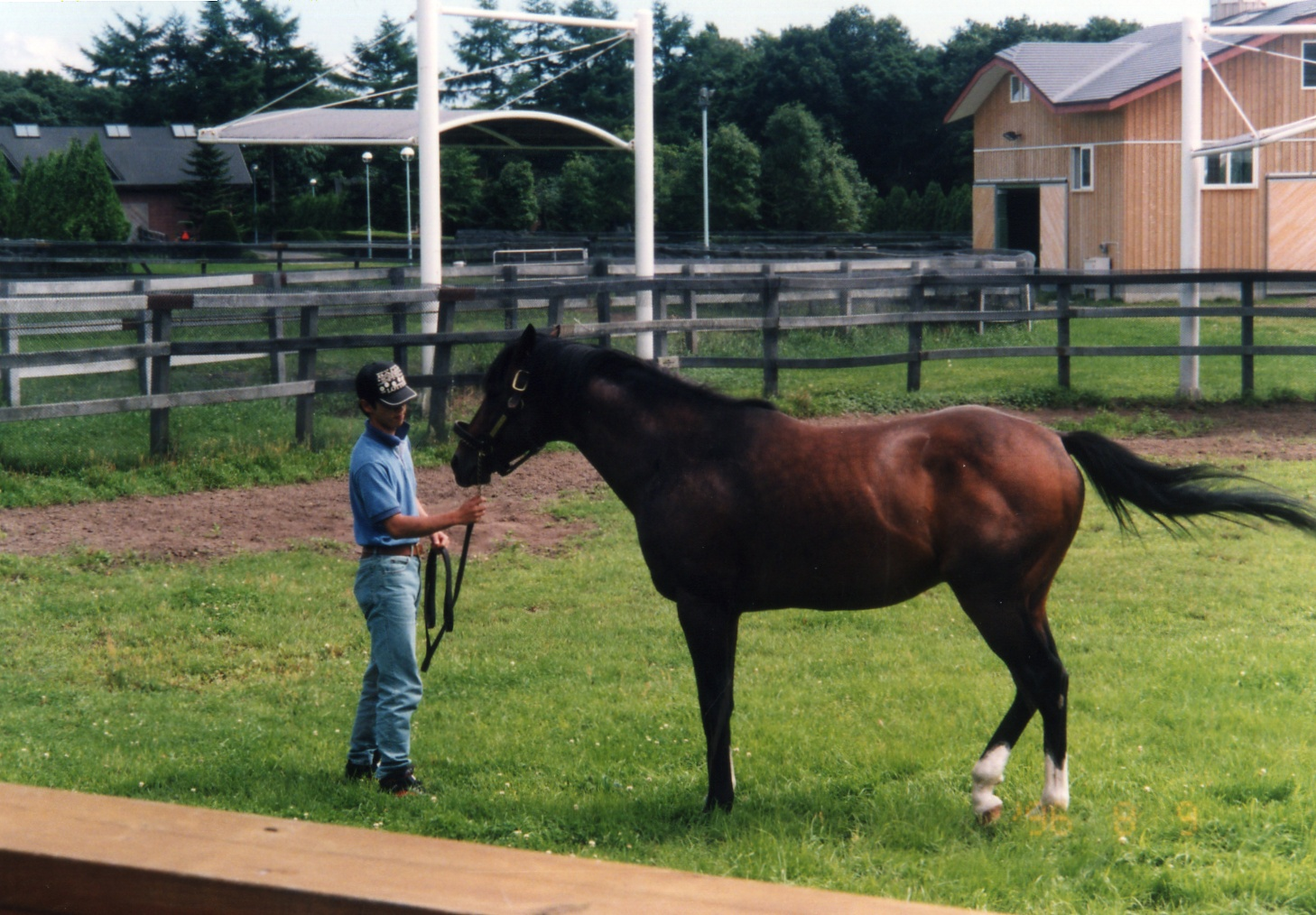
種牡馬時代のトウカイテイオー

引退後は一口1500万円×60株、総額9億円のシンジケートが組まれ、1995年より社台スタリオンステーションにて種牡馬として供用された。なお、馬房は父のライバルであったミスターシービーがレックススタッドへ移動する前に使用していた馬房であり、隣の馬房にはメジロマックイーンがいた。有馬記念優勝の影響もあり、初年度より多数の良血牝馬を集め、初年度から100頭の繁殖牝馬と交配され、以降も頭数は77、104、111、119、89頭と推移した。
1998年に初年度産駒がデビュー。初年度から安定した産駒数を得ていたが、同年のフレッシュサイアーランキングではサクラバクシンオー、フジキセキ、ウイニングチケットらの内国産種牡馬に後れを取る9位となった。ノボエイコーオーなど重賞で上位に入る産駒もいたものの、全体的に仕上がりが遅く、また気性の強さが入れ込みに繋がるタイプの産駒が多かった。生産者の間でも父・シンボリルドルフがトウカイテイオーを輩出して以降不振に陥っていたこともあってテイオーの前途を悲観する声も多かったが、2001年以降トウカイポイントがマイルチャンピオンシップを、ヤマニンシュクルが阪神ジュベナイルフィリーズを、2005年にはダート交流GIへ昇格したばかりのかしわ記念をストロングブラッドが勝利し、種牡馬としても一定の実績を残している。
ジャパンカップ優勝から12年後の2004年、JRAゴールデンジュビリーキャンペーンの「名馬メモリアル競走」の一環として「トウカイテイオーメモリアル」が同年のジャパンカップ施行日に東京競馬場にて施行された。また、2010年には歴代のジャパンカップの勝ち馬から選ばれるJRAプレミアムレース「東京ウェルカムプレミアム」の投票で2位となり、11月28日の東京競馬第8競走に「トウカイテイオーメモリアル」の名前が付けられた。
2009年11月7日と11月8日、東京競馬場にて展示された。2011年7月24日には函館競馬場に来場した。
社台スタリオンステーションではトウカイテイオーの種牡馬入りと同時に施設内にファンやクラブ会員が自由にパドックを見学でき、軽食やグッズ販売をするショップ「オン・ザ・グリーン」と「グリーン・テラス」が開設されたが、そのテラスから最も近いところにトウカイテイオーは放牧されていた。しかし、高齢となったことで公開放牧を見合わせるようになり、以降はトウカイテイオーに代わってディープインパクトが放牧されるようになった。上記の2011年の函館競馬場でのお披露目が、トウカイテイオーが公に見せた最後の姿となった。

### 死亡
2013年8月30日、社台スタリオンステーションの馬房にて心不全を起こして息を引き取った。25歳没。この年の種付けシーズンを終え元気に過ごしていたが、同日放牧地から戻った後に息を引き取ったという。
トウカイテイオーの死を受けて、東京・中山・京都・阪神の各競馬場ではトウカイテイオーへの献花台・記帳台が設置され、他競馬場及びWINSにおいても9月27日まで記帳が受け付けられ、集まった記帳は後日社台スタリオンステーションへ届けられた。9月7日に中山で行われた紫苑ステークス及び阪神で行われた西宮ステークスは「トウカイテイオー追悼競走」の副題が付されて施行された。後に社台スタリオンステーション内には墓碑が建立された。

## 種牡馬成績
| 年度                   | 1998  | 1999 | 2000 | 2001 | 2002 | 2003 | 2004 | 2005 | 2006 | 2007 | 2008 | 2009 | 2010 | 2011 | 2012  | 2013  |
| ---------------------- | ----- | ---- | ---- | ---- | ---- | ---- | ---- | ---- | ---- | ---- | ---- | ---- | ---- | ---- | ----- | ----- |
| 順位（日本総合）       | 283位 | 56位 | 33位 | 19位 | 15位 | 18位 | 29位 | 24位 | 35位 | 39位 | 77位 | 60位 | 65位 | 89位 | 110位 | 159位 |
| 順位（中央競馬）       | 223位 | 38位 | 28位 | 17位 | 16位 | 21位 | 31位 | 26位 | 33位 | 38位 | 75位 | 54位 | 59位 | 83位 | 105位 | 160位 |
| AEI（中央競馬）        | 0.38  | 0.73 | 0.75 | 0.91 | 1.40 | 1.20 | 0.95 | 0.82 | 0.66 | 0.67 | 0.39 | 0.67 | 0.95 | 0.80 | 0.66  | 0.69  |
| 総出走頭数（中央競馬） | 17    | 66   | 87   | 96   | 79   | 90   | 86   | 97   | 107  | 92   | 82   | 63   | 38   | 28   | 19    | 10    |
| 総勝ち頭数（中央競馬） | 4     | 27   | 24   | 29   | 19   | 25   | 17   | 19   | 19   | 17   | 8    | 11   | 10   | 5    | 2     | 1     |

### 主な産駒

#### GI級競走優勝馬
太字はGI/JpnI競走
- 1996年産
  - トウカイポイント（マイルチャンピオンシップ、中山記念）[133]
- 1999年産
  - ストロングブラッド（かしわ記念、カブトヤマ記念、さくらんぼ記念、群馬記念）[134]
- 2001年産
  - ヤマニンシュクル（阪神ジュベナイルフィリーズ、中山牝馬ステークス）[135]

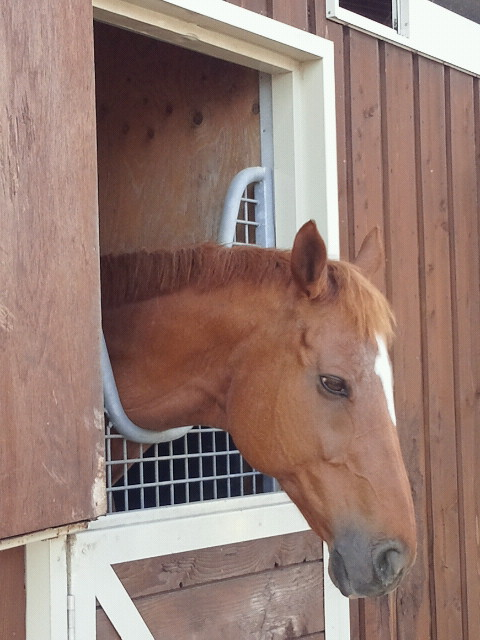
トウカイポイント（1996年産）
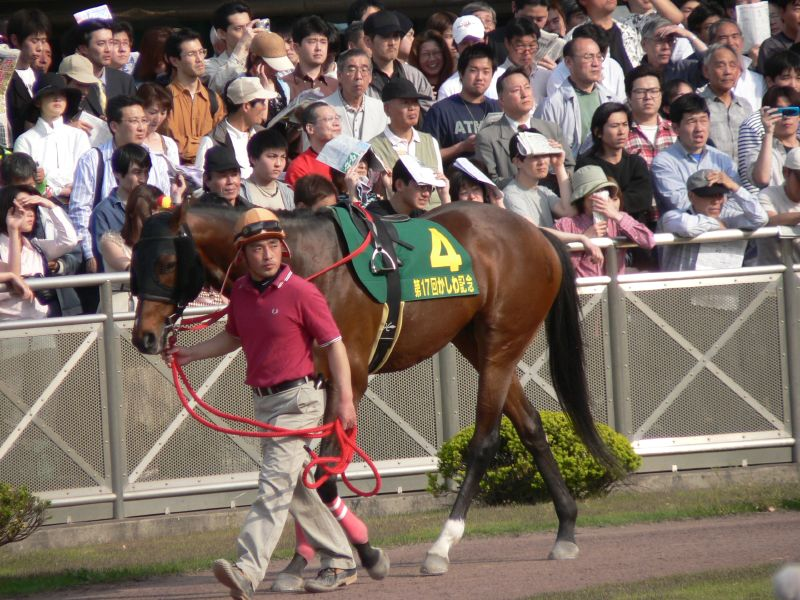
ストロングブラッド（1999年産）
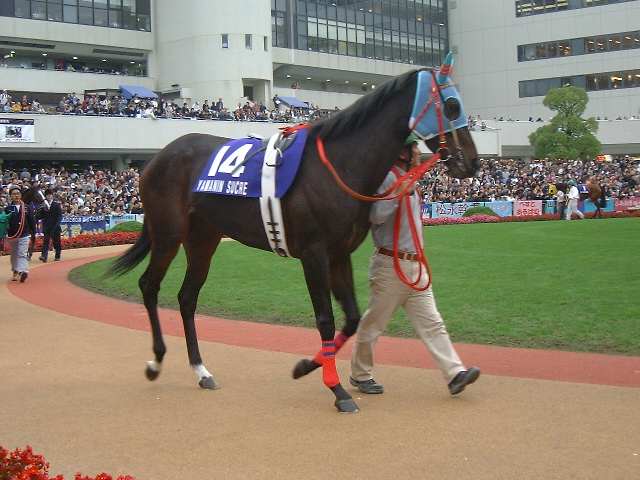
ヤマニンシュクル（2001年産）

#### グレード制重賞・OP競走優勝馬
- 1996年産
  - トウカイパルサー（愛知杯）[136]
  - タイキポーラ（マーメイドステークス）[137]
- 2000年産
  - マイネルソロモン（プリンシパルステークス、NSTオープン）[138]
  - ナチュラルナイン（札幌日経オープン）[139]
- 2001年産
  - トウカイカムカム（大阪-ハンブルクカップ）[140]

#### 地方重賞優勝馬
- 1999年産
  - ビクトリアノニジ（マドモアゼルカップ、ノースクイーンカップ）[141]
  - サクラスギ（白菊賞）[142]
- 2002年産
  - シルバークロス（高知県知事賞）[143]
- 2004年産
  - フジヤマロマン（九州ジュニアグランプリ）[144]
- 2006年産
  - キヌガサダイヤ（ヤングチャンピオン）[145]

### 母の父としての主な産駒

#### グレード制重賞優勝馬
競走名の前の国旗は開催国
- 2006年産
  - ヴィーヴァヴォドカ（父ダンスインザダーク）：フラワーカップ[146]
- 2013年産
  - ブレイブスマッシュ（父トーセンファントム）：サウジアラビアロイヤルカップ、フューチュリティステークス[147]、マニカトステークス[148]
- 2014年産
  - シングンマイケル（父シングンオペラ）：中山大障害、東京ハイジャンプ、東京ジャンプステークス[149]
- 2020年産
  - レーベンスティール（父リアルスティール）：セントライト記念、エプソムカップ、オールカマー[150]

### 子孫
産駒のうち牡馬の活躍馬は騸馬か乗馬になったため、後述するクワイトファインの登場まで後継種牡馬がなく、サイヤーラインの継続は難しいと言われていた。2020年8月16日金沢競馬等で活躍したトウカイフェスタの引退を最後に、日本国内からトウカイテイオー産駒は姿を消していたが、最後の産駒であり乗馬となっていたキセキノテイオー（母の父エアダブリン）が7歳にして能力試験に合格し、2021年7月22日に門別競馬場で競走馬としてデビューした。トウカイテイオーは2013年にも2頭の繁殖牝馬と種付けを行っており、翌2014年に2頭の産駒が誕生していた。
2019年11月より2か月間に渡ってトウカイテイオー産駒のクワイトファインを後継種牡馬にするためのクラウドファンディングが実施され、目標額に到達しプロジェクトは成功。トウカイテイオー唯一の後継種牡馬かつ2024年現在日本で唯一のヘロド系種牡馬となった。しかし、2020年の種付け頭数はわずか2頭であり、依然として難しい状況である。
また、母父としてトウカイテイオーを持つ種牡馬には、サウジアラビアロイヤルCを勝ち、オーストラリアに移籍し競走馬生活を送り引退、同地で繋養されているブレイブスマッシュがいる。

## 特徴・評価

### 身体面の特徴・評価
テイオーに関わった者が、その特徴として口を揃えるのが「身体の柔軟性」であり、牧場時代には柵を飛び越えて隣の放牧地にいたという逸話も存在する。特に騎乗経験のある者はその乗り心地の良さを挙げている。この特徴が一般ファンにも分かるものとして端的に表れたのが、「鶏跛」と呼ばれる独特の歩様であり、特に後脚の球節は地面に付くのではないかと見られたほど柔らかく、クッションの効いた脚運びはテイオーの個性として好意的に捉えられた。東京優駿のパドックでは、テレビ解説を務めていた大川慶次郎が「ちょっとテイオーの動きが悪いですね」、「トモ（後躯）の運びがおかしい」と故障の可能性を指摘したほどであったが、このコメントについて松元は「実際に馬を見たら、その通りなんです。特に馬房から引き出したら、なんやこの歩様、と思うぐらいです」と大川の見解を擁護している。
岡田繁幸はテイオーの肉体面について、「筋肉は繊細で、収縮力が強いから伸ばせばいくらでも伸びるし、その両端を放したらバチーンと縮こまることのできるタイプなんです」とし、このような体質だったことでストライドを大きく伸ばすことができ、元に戻るのも速かったとし、「トウカイテイオーは、ストライドの伸びでスピードを稼いだ名馬でした。サンデー系が日本に入ってくる前で言えば、珍しいほど優秀な体質の持ち主でしたよね」と述べている。社台スタリオンステーション事務局の徳武英介はテイオーについて、「天才肌の馬で馬体も完璧過ぎました」と称賛しているものの、生まれてくる産駒は「父と比べて何か物足りない」馬体の産駒が多く、父を超える馬体を持つ産駒を産む配合が見つけられないままテイオーは亡くなってしまったと述べている。
安田隆行は初期のテイオーの印象について、「乗っていると心まで弾んでくるようだ。あれを味わったおかげで、細身の体格からも大物感がにじみ出てくるような気がした」と回想している。一方で、岡部幸雄は初期の印象として「乗り心地が良すぎる……というか、フワフワし過ぎているというのかな。もっと重たい部分が出てくるといいなあと思ったんだ」、田原成貴は「力強さの点で少し物足りない気もしました。全体的な比較で、前躯の素晴らしさに比べると、後躯がちょっと物足りないという印象は残ります」と述べて「前肢はベンツのサスペンションのようだが、後肢は国産のクラウンくらい」と表現し、いずれも「力強さ」という点での不満を表明している。しかし田原はこれに付け加え「それは恐らくテイオー特有の柔らかさから受ける印象なんです。ポルシェにベンツの良さを取り入れたら、ポルシェの良さが失われてしまう。それと同じ事で、僕が感じたのは補うことができない物足りなさだったと思う」との見解を示している。岡部はシンボリルドルフとテイオーの乗り味を比較して、「ルドルフをベンツだとすると、テイオーはアメ車かな」とし、ルドルフの場合は4歳の時にあった無駄なスプリングの柔らかさが古馬になってからは全て削げてスポーツカーのような乗り味になったというものの、テイオーの場合は最後までその無駄な部分が残っていたと評している。

#### 走法と故障の相関
幼駒のころは「サラブレッドの手本のような立ち方」をしており、故障の心配はないと見られていた。作家の吉川良によると、若駒ステークスをシンボリルドルフの調教師・野平祐二と中山競馬場のモニター画面で観戦した際、野平は「マコトちゃん、見ましたか、テイオーのフォーム。美しくて強い。光源氏みたいだったでしょ。女性なら、みんなマイッテしまう。出しましたね、ルドルフは、父を超えるかもしれない子を。ゾクゾクッとしちゃった。この時期に恐ろしいほどのフォームを身に着けてる。幸せな馬ですね」と語るほどにその走法を絶賛したという。大川慶次郎はテイオーの走法について、「サラブレッドとしてターフの上を走る喜びを感じさせた珍しい馬だった」と評している。
競走生活中に発症した4度の骨折はすべて軽度のものであり、競走能力への影響は少なかった。しかし順調な調整と鍛錬が妨げられ、結果的には競走成績に反映された。このように小さな骨折を繰り返した原因として、松元はテイオーの走法を挙げている。松元によるとテイオーは普通の馬と違って前脚が肩のあたりまで振り上がるほどのフォームであり、それだけ脚にかかる衝撃も大きかったため、このような特徴からボクシングに喩え「ハードパンチャーほど拳の怪我が多いというのと同じ。逆に言えば、そのフォームゆえにあれだけの成績を残せたとも言えるわけです」と述べている。岡田繁幸はトウカイテイオーのように体質の柔らかい馬は基本的に故障しにくいとした上で、テイオーはあまりにも柔らかいがゆえに着地したときの支える力が弱いということでもあるといい、「その点で故障しやすかった可能性はありますね」と述べている。また大川慶次郎はテイオーは生まれつき飛節が弱く、松元がこれを強くしようと坂路で多くの調教を積んでいたことが骨折の原因となったのではないかという見解を示し、「追い切りだけはウッドにすべきでしたね。軽いところだけ坂路で調教していれば、きっと脚の故障もなくて、以後のトウカイテイオーも違った道を歩んでいたと、さらに成績は良かったかもしれないと思っています」と述べている。

#### 容姿
トウカイテイオーは容姿の面でも高い評価を受けた。とくにその気品を挙げる声が多い。「貴公子」とも呼ばれ、競走生活中は長い前髪がトレードマークのひとつであったが、種牡馬入り後も多くの見学者が訪れるため、「イメージを壊さないように」との種馬場の配慮で意図的に長めに整えられていた。
野平祐二はテイオーについて、「レースを走る前、周囲を睥睨するように見回すところなどもルドルフにそっくり。そんな父仔がついに、日本の馬からも出てきた。私にはそのことが何よりも嬉しいんです」と述べている。

### 気性・性質
幼駒のころは利かない部分があり、長浜牧場から松元厩舎に送り出されるにあたっては、長浜から担当厩務員について「うるさい馬だから、短気な、八つ当たりをして馬を虐めるような人には絶対任せないで下さい」との要望が出されていた。松元はテイオーの気性について「自尊心が強い」と評し、テイオーを担当する関係者の人選について「テイオーに合わせることのできる人を選びました」といい、1993年の療養生活に入るにあたっては、信頼できる点では自身が知る限り最高の人物にテイオーを預けたという。しかし、テイオーは当歳時に長浜スミ子が一度も叱ったことがなく、担当した東郁夫は、競走生活を通じて全く手が掛からず、賢い馬だったとの印象を語っており、安田隆行と装蹄を担当した柿元純司も利口で大人しい馬だったという印象を語っている。岡部幸雄は調教で初めてテイオーに跨った際に、「背中、フットワークは父そっくり、落ち着き、賢さは父以上」と評している。岡部はテイオーの精神力についても、「何回も、怪我をして復活できるというのは、凄い精神力があるからだろうね。普通の馬なら自信をなくしてしまうところですよ」と評している。
一方で、東、調教助手の戌亥信昭、二風谷育成センター場長の岡元幸広、社台スタリオンステーション事務局の徳武英介のいずれもが、「プライドが高く気の強い一面があった」との印象も述べている。エッセイストの安西美穂子は「実際テイオーに会いに行って、その競馬場で見せる顔と、厩舎でのギャップに私は愕然となった。あれほどあってみてショックとインパクトの強かった馬はほかにいない」と述べている。田原成貴はテイオーの「偉大な部分」についてその性質を挙げており、「強い意志を持った上で、従順な時は従順だし、従わない時は従わない。言うなれば、利口な馬だよね」と述べている。
徳武英介によると、松元曰くテイオーは一度レースに使うと走りすぎてしまうので、プールで泳がせるなどして気持ちが張り詰めないように工夫をしながら調整を行っていた。そのため、1993年の有馬記念前も一度レースに使うことも可能ではあったが、レースに使うと走りすぎてしまうため逆にためらわれたといい、そのため待つだけ待って直接本番の有馬記念に出走させることになったと話していたという。
ライターの後藤正俊によると、テイオーは馬体が汚れることを極端に嫌う「潔癖症」で、馬房では慎重に場所を選んで綺麗な藁の上でしか横にならず、自分のボロの上に寝るようなことがなかった。カイバを食べる時も口からこぼすことがなく綺麗に平らげ口の中のえん麦をしっかりと飲み込んでから水おけに口をつけるため水が汚れることもなく、社台スタリオンステーションのスタッフは「こんなにきれい好きな馬は見たことがない」と口をそろえていたという。

### 投票における評価
競馬関係者による投票企画においては、雑誌『Sports Graphic Number』（1999年10月号）が競馬関係者を対象に行った「ホースメンが選ぶ20世紀最強馬」では選考外となったものの、同雑誌の「最強馬アンケート 私が手がけた馬篇」では松元省一、安田隆行、田原成貴が自身が携わったうちの最強馬としてテイオーを挙げた。
競馬ファンによる投票企画においては、日本中央競馬会が2000年に実施した「20世紀の名馬大投票」では、ルドルフの得票を2000票あまり上回る24782票を獲得して第5位にランクインし、6位の父より上位に付けられた。2010年に実施した「未来に語り継ぎたい不滅の名馬たち」では第8位、2015年・2024年にそれぞれ実施した「未来に語り継ぎたい名馬BEST100」では、2015年は7位に選ばれたルドルフに次ぐ第8位に、2024年は第7位に選ばれた。2015年の「未来に語り継ぎたい名馬BEST100」に選ばれた各馬のベストレースの投票では、トウカイテイオーは1993年の有馬記念が投票率75.0%で第1位、1992年のジャパンカップが投票率12.9%で第2位、1991年日本ダービーが投票率10.7%で第3位という結果となった。

## エピソード

### 人気
父シンボリルドルフは「強すぎて退屈」とも評され、人気の面では比較的冷めた見方をされていたのに対し、テイオーは人気が高い馬であった。人気の背景には様々な要因があるが、特に浮沈の激しい競走生活がファンの心を掴んだという見方がある。ライターの河村清明はテイオーが高い人気を獲得したことについて、「（テイオーのデビュー直後は）怪物・オグリキャップの引退による寂しさをこの頃多くのファンが感じていたが、心にできたその隙間を次なるヒーローへの期待があっさりと埋めた格好だった」と述べ、血統評論家の吉沢譲治も「オグリキャップが抜けてぽっかり空いた穴を、見事に埋めてくれたのがトウカイテイオーだった」と評している。須田鷹雄はテイオーを「特別なサラブレッド」と評し、「成績表の上でトウカイテイオーを超える馬は今後も出るかもしれない。しかし、サラブレッドとしてあれ以上に特別な馬が出てくるかと問われたら、首を縦に振る気にはなれない。そのくらい、トウカイテイオーは特別なサラブレッドだった」と述べている。種牡馬時代も人気は衰えず、社台スタリオンステーションの放牧地には毎年のようにテイオーを訪れに来るファンも多かった。

### 各騎手について
安田隆行
デビューから東京優駿までの6戦に騎乗。テイオーに騎乗するまでの安田はローカル開催での勝利が中心で、GI級競走での活躍とは縁がなかった。1982年に足を骨折してからはその後遺症に悩まされ続け、1988年には「5年計画で調教師を目指そう」と決心していた。しかしテイオーで皐月賞、ダービーを連勝して全国区の知名度を獲得、JRA発行の「ジョッキー列伝」ポスターも制作された。東京優駿の1週間前になるとスポーツ新聞はテイオーが東京優駿を勝つことが既成事実のように報じたが、安田に対する取材も凄まじく、調教がある火曜日の朝に「東京のTVに生出演してほしい」という依頼もあった。1992年に主戦騎手を降板して以降は大阪杯、天皇賞（春）でテイオーと対戦し、大阪杯でテイオーの後ろ姿を見て「あの馬に俺は乗っていたんだ」と誇らしくさえ思ったという。岡部に乗り替わった際には「やっぱり悔しかった」と語る一方で、「自分もプロですし、ビジネスとしてこうしたことはあり得ると理解していますから、潔く諦めました。わだかまりはないです」、「普通は乗り替わりがあると、『ちくしょう、負けちゃえばいいのに』っていう気持ちもどこかに付いてくるものなんですが、あの馬についてはそれはなかった。ずっと勝ち続けて欲しかったですね。それだけ愛せる、素晴らしい馬です」と述べている。1993年の有馬記念は最後の直線で思わず大声を出してしまったといい、「僕も、涙が出そうになったよ。田原君らしくて、よかったね。それにビワハヤヒデに勝ったのだから」と振り返っている。引退式に出席した際の騎手紹介では、安田への声援がもっとも大きかった。長浜牧場場長の長浜秋一は、一番安心してレースを見ていられたジョッキーとして、「新馬から乗ってるから馬の心をしっかり押さえてる感じがする」として安田を挙げている。安田は後年、テイオーについて「テイオーは僕の人生のすべて。表舞台に引き連れていってくれたから」と語っている。
岡部幸雄
古馬としての初戦・産経大阪杯からジャパンカップまでの4戦に騎乗。岡部は父・シンボリルドルフの全16戦に騎乗したが、その父との比較でテイオーを語った。初めて跨った際には「背中、フットワークは父そっくり、落ち着き、賢さは父以上」と評したが、最終的には「父親のレベルに達する要素はいくらでも持っていた馬ですが、結局そうはなれなかった」と総評している。一方で、「怪我なく順調に行って、普通にレースを重ねていたら、もっと違う仕事をしていたと思う。大変な馬になっていたと思うよ。そういう意味での残念な気持ちは残りますね」とも語り、度重なる故障を惜しんだ。最後の有馬記念でビワハヤヒデを選択した際には「テイオーは終わったと見切りを付けた」という見方もあったが、競走後には、悔しくないかとの問いに対し「他の馬に負けるくらいならテイオーに負けた方がいい」と語ったとも伝えられている。翌年にこの有馬記念を回顧した際には、最後の直線でテイオーが迫ってきたことがわかった時に『おっ、テイオーが来た。オーッ、こいつ凄い、蘇った』と瞬間的に思ったといい、「自分が乗っていた馬でもあるし嬉しかったけれど、関係者の人たちの頑張りが報われてよかったと感じました」と語っている。後年トウカイテイオーとビワハヤヒデとの上下について、「コンスタントに走れるのはとにかく強み」としてビワハヤヒデを上位に挙げたものの、「テイオーは確かに強いときはビワ以上のものを感じた」と述べている。ジャパンカップは岡部の2005年の引退に際して、同年3月12日・13日に中山競馬場で当日来場したファンに向けて実施された投票企画「ファンが選んだ想い出のレース」で第1位に選ばれ、この結果を伝えられた岡部は「ルドルフが1位かと思ったらトウカイテイオーなんで意外でした」としつつ、「ジャパンカップ親子制覇は嬉しかった」と語った。
田原成貴
1992年・1993年の有馬記念の2戦に騎乗。2戦のみの騎乗ながらテイオーに心酔しており、「素晴らしい乗り味だった」として自身が騎乗した最強馬にテイオーを挙げている。テイオー引退に際しては自身のエッセイでテイオーに宛てる形を取り、「有馬記念での2分30秒9は、私のこれまでの人生で最も充実した素晴らしい時間でした」「あなたのおかげで、競馬のことが少しだけ分かってきた気がします。ありがとう、トウカイテイオー」と謝辞を述べた。田原は騎乗する以前のテイオーの印象について、騎手引退後に上梓した自著の中で「皐月賞とダービーをあれほど余裕を持って勝った馬を見たことがなかった」と述べ、父シンボリルドルフ以上の器であるという評価は本当かもしれないと思っていたと明かしている。前述の松元から騎乗依頼を受けた際には非常な嬉しさを感じたといい、結果的に現役最後のレースとなった1993年の有馬記念では、騎乗依頼を受ける前から「ずっと調教を見ているが、トウカイテイオーは必ず走る。ぶっつけだろうが何だろうが、ジャパンカップを勝った時より今回のトウカイテイオーの方が良い」との見解を示し、有馬記念の2週間前に受けたインタビューで「覚えていたほうがいいですよ。テイオーは絶対走りますよ」と発言していた。競走直前の返し馬では、「人にしゃべるのがもったいないくらい」というほどいい状態だと感じたといい、馬場に出た瞬間「バイクに乗り、ほんの少しアクセルを開けただけなのに身体が大きく煽られるような凄まじい活力が、テイオーの全身から漲っていた」と振り返り、その動きの良さに「これが本当のテイオーだったのか」と感心し、「『トウカイテイオーが勝つぞ』と叫びたくなった」と回顧している。最後の直線手前でテイオーの手応えが悪くなりかけた時には「テイオー、がんばれ」と叫び続けたといい、口取り写真撮影の際には「大した馬だな、テイオーというのは」、「少しでも勝利を疑ったりして、悪かったな」という思いが込み上げてきて涙が溢れ出たという。

### 実現しなかった国外遠征
前述の通り、5歳から岡部が手綱を執った背景には日本国外への遠征を予定していたという事情があり、仮に順調に戦績を重ねていた場合、同年のフランス・凱旋門賞への出走が視野に入れられていたが、天皇賞での故障で実現しなかった。ジャパンカップの優勝後には、競馬評論家の柏木集保が「凱旋門賞やアーリントンミリオンなどから帰り、再びジャパンカップや有馬記念に登場するテイオーが存在することを信じたい」と遠征への期待を述べたが、遠征は結局実現しなかった。松元省一は、遠征を行ったと仮定しての予測において、テイオーは非常にデリケートな一面があったため、遠征先の環境に順応できなかった可能性があると述べている。
なお、松元は競馬界に入った当初から「凱旋門賞に優勝し、外国の報道陣の前でフランス語で記者会見をすること」を大きな目標としていたが、凱旋門賞の代わりに国際GI初年度となったジャパンカップに優勝し「外国の報道陣の前で記者会見をする」という目標を達した。松元はこれをもって「夢を叶えてくれた」と述べ、ジャパンカップをその戦歴でもっとも思い出深いレースとして挙げている。

## 血統

### 血統背景
父系はアイルランド産馬の祖父パーソロンからトウルビヨン・ヘロド・三大始祖馬のバイアリータークへと遡る系統である。父系直系としては一時断絶寸前に至った傍系であるが、日本ではパーソロンやダンディルートの成功によって独自の発展を保った。
母系は1925年に下総御料牧場が輸入した基礎牝馬・星友に遡る。その牝駒ヒサトモは日本競馬史上初の日本ダービー優勝牝馬であるが、繁殖牝馬としては仔出しが悪く、4頭の産駒を産んだのちに16歳で競走復帰させられた末に斃死した。牝駒は1頭しか残しておらず、その系統もまた消滅寸前であったが、 地方競馬で活躍馬が現れたことでヒサトモの血統に魅せられた関係者の手によってその血脈が受け継がれていった。内村正則は1967年にヒサトモの曾孫に当たるトウカイクイン（テイオーの3代母）を購買、初所有の同馬が6勝を挙げると、内村はヒサトモの血統に注目し、その系統を保護するために子孫を次々に購買した。一馬主がひとつの系統を丸ごと保護するということは、系統出身馬が凡庸であった場合の経済的リスクが非常に高かったが、内村の情熱はやがてトウカイローマン、トウカイテイオーらに結実した。トウカイテイオーのダービー優勝時点で、ヒサトモの子孫はすべて内村の所有馬であった。吉沢譲治は「消滅の一歩手前にあったこの母系を内村正則オーナーが手に入れ、辛抱強く改良を重ねて蘇らせた集大成がトウカイテイオーだった」と評している。

### 血統表
| トウカイテイオーの血統               | トウカイテイオーの血統                             | トウカイテイオーの血統      | （血統表の出典）            | （血統表の出典）        |
| 父系                                 | パーソロン系                                       | パーソロン系                | パーソロン系                | [ § 2 ]                 |
| 父 シンボリルドルフ 1981 鹿毛 日本   | 父の父*パーソロン Partholon 1960 鹿毛 アイルランド | Milesian                    | My Babu                     | My Babu                 |
| 父 シンボリルドルフ 1981 鹿毛 日本   | 父の父*パーソロン Partholon 1960 鹿毛 アイルランド | Milesian                    | Oatflake                    |                         |
| 父 シンボリルドルフ 1981 鹿毛 日本   | 父の父*パーソロン Partholon 1960 鹿毛 アイルランド | Paleo                       | Pharis                      | Pharis                  |
| 父 シンボリルドルフ 1981 鹿毛 日本   | 父の父*パーソロン Partholon 1960 鹿毛 アイルランド | Paleo                       | Calonice                    |                         |
| 父 シンボリルドルフ 1981 鹿毛 日本   | 父の母スイートルナ 1972 栗毛 日本                  | スピードシンボリ            | *ロイヤルチャレンジャー     | *ロイヤルチャレンジャー |
| 父 シンボリルドルフ 1981 鹿毛 日本   | 父の母スイートルナ 1972 栗毛 日本                  | スピードシンボリ            | スイートイン                |                         |
| 父 シンボリルドルフ 1981 鹿毛 日本   | 父の母スイートルナ 1972 栗毛 日本                  | *ダンスタイム Dance Time    | Palestine                   | Palestine               |
| 父 シンボリルドルフ 1981 鹿毛 日本   | 父の母スイートルナ 1972 栗毛 日本                  | *ダンスタイム Dance Time    | Samaritaine                 |                         |
| 母 トウカイナチュラル 1982 鹿毛 日本 | 母の父*ナイスダンサー Nice Dancer 1969 鹿毛 カナダ | Northern Dancer             | Nearctic                    | Nearctic                |
| 母 トウカイナチュラル 1982 鹿毛 日本 | 母の父*ナイスダンサー Nice Dancer 1969 鹿毛 カナダ | Northern Dancer             | Natalma                     |                         |
| 母 トウカイナチュラル 1982 鹿毛 日本 | 母の父*ナイスダンサー Nice Dancer 1969 鹿毛 カナダ | Nice Princess               | Le Beau Prince              | Le Beau Prince          |
| 母 トウカイナチュラル 1982 鹿毛 日本 | 母の父*ナイスダンサー Nice Dancer 1969 鹿毛 カナダ | Nice Princess               | Happy Night                 |                         |
| 母 トウカイナチュラル 1982 鹿毛 日本 | 母の母トウカイミドリ 1977 鹿毛 日本                | *ファバージ Faberge         | Princely Gift               | Princely Gift           |
| 母 トウカイナチュラル 1982 鹿毛 日本 | 母の母トウカイミドリ 1977 鹿毛 日本                | *ファバージ Faberge         | Spring Offensive            |                         |
| 母 トウカイナチュラル 1982 鹿毛 日本 | 母の母トウカイミドリ 1977 鹿毛 日本                | トウカイクイン              | *アトランテイス             | *アトランテイス         |
| 母 トウカイナチュラル 1982 鹿毛 日本 | 母の母トウカイミドリ 1977 鹿毛 日本                | トウカイクイン              | トツプリユウ                |                         |
| 母系(F-No.)                          | 19号族・星友の分枝(FN:19-b)                        | 19号族・星友の分枝(FN:19-b) | 19号族・星友の分枝(FN:19-b) | [ § 3 ]                 |
| 5代内の近親交配                      | Milesian 3×5                                       | Milesian 3×5                | Milesian 3×5                | [ § 4 ]                 |
| 出典                                 | 1. 2. 3. 4.                                        | 1. 2. 3. 4.                 | 1. 2. 3. 4.                 | 1. 2. 3. 4.             |

### 兄弟馬
- トウカイスバル（1987生騸 父：ニホンピロウイナー）中央5勝/地方5勝
- トウカイグリーン（1989生牝 父：イルドブルボン）中央1勝
- トウカイチャンプ（1990生牡 父：スルーザドラゴン）中央1勝/地方6勝
- トウカイリュウオー（1991生騸 父：スルーザドラゴン）中央3勝
- トウカイバトル（1993生牡 父：シンボリルドルフ）未勝利
- トウカイテネシー（1994生牝 父：シンボリルドルフ）中央2勝
- トウカイキャプテン（1995生牡 父：コマンダーインチーフ）中央1勝/地方6勝
- トウカイティアラ（1996生牝 父：サンデーサイレンス）中央4勝
- トウカイオーザ（1997生牡 父：サンデーサイレンス）中央8勝/2001年アルゼンチン共和国杯
- トウカイビクトリー（1998生牡 父：サンデーサイレンス）地方4勝
- トウカイエリート（2000生牡 父：サンデーサイレンス）中央6勝
- トウカイトロフィー（2001生牡 父：フォーティナイナー）地方2勝
- トウカイノーブル（2002生牡 父：グラスワンダー）未勝利

騸はセン。